# 진노 다쿠야
진노 다쿠야(일본어: 神野 卓哉, 1970년 6월 1일 ~ )는 일본의 축구 선수이다.

## 구단 경력
1989년 일본 사커 리그의 닛산 자동차(요코하마 마리노스)에 입단했다. 1995년까지 113경기에 출전하여, 12득점을 넣었다. 1995년에 J1리그 우승을 차지했다. 1996년 재팬 풋볼 리그의 비셀 고베로 이적했다. 1996년 재팬 풋볼 리그 준우승으로 J1리그로 승격했다. 1999년 J2리그의 오이타 트리니타로 이적했다. 1999년엔 리그 36경게 출전하여 19득점을 기록, 최다 득점자. 2000년 J1리그의 FC 도쿄로 이적했다. 2001년부터 2003년까지 J2리그의 오이타 트리니타와 요코하마 FC에서 뛰었다. 2003년후 현역 은퇴.

## 국가대표팀 경력
그는 1992년 AFC 아시안컵에 참가할 일본 국가대표팀에 선발되었으나 경기에 출전하지는 못하였다.